# Petra Hultgren
Petra Cecilia Alexandra Hultgren (Värmdö, 21 aprile 1972) è una modella e attrice svedese.
È stata incoronata Miss Svezia 1995, ed ha ottenuto il diritto di rappresentare la propria nazione in occasione del concorso di bellezza internazionale Miss Universo 1995, che si tenuto a Windhoek il 12 maggio 1995. Petra Hultgren non riuscì ad entrare nella rosa delle finaliste, ma vinse il titolo di Miss Photogenic.
Successivamente, Petra Hultgren ha intrapreso al carriera di attrice di cinema e televisione. Fra i suoi ruoli principali si può citare la serie televisiva svedese Andra Avenyn.